# 潭陽鞠氏
潭陽鞠氏（タミャングクし、朝鮮語: 담양국씨）は、朝鮮の氏族の一つ。本貫は全羅南道潭陽郡である。2015年調査では、19,089人である。

## 歴史
始祖は、中国宋の公卿大夫だった鞠周である。鞠周は、金に対して宋の欽宗が反乱を起こすと、1128年に高麗に亡命した。高麗に入国し仁宗に拝謁し、臣下となった。仁宗は大喜びで、鞠周を監正官として、出仕させた。そして、金が宋を制圧して、高麗に君臣関係と貢物を強要すると、仁宗は鞠周を金国奉使に任命して外交を対処させ、鞠周は王命を受けて複数回に渡り金を行き来しながら君臣関係の不当性を主張し、平等条約の締結に成功した。これにより、仁宗は鞠周に三重大匡の官職と秋城君に封ぜ、鞠周は潭陽を本貫に潭陽鞠氏を創始した。
3世鞠暎敦は門下賛成事を務め、5世鞠虎は左政丞、8世鞠樑は兵部尚書、9世鞠襦は戸部尚書判義禁を務めている。

## 行列字
| ○世孫  | 25                  | 26                  | 27                  | 28                  | 29                  | 30                                  | 31                                  | 32                            | 33                  | 34                  | 35                            | 36                  | 37                  |
| ------ | ------------------- | ------------------- | ------------------- | ------------------- | ------------------- | ----------------------------------- | ----------------------------------- | ----------------------------- | ------------------- | ------------------- | ----------------------------- | ------------------- | ------------------- |
| 行列字 | 항○（恒） 필○（弼） | 동○（東） 효○（孝） | ○렬（烈） ○은（恩） | 채○（埰） 치○（致） | ○현（鉉） ○진（鎭） | 한（漢） 승（承） 순（淳） 섭（涉） | 동（東） 근（根） 주（柱） 표（杓） | ○환（煥） ○형（炯） ○병（炳） | 중○（重） 규○（圭） | ○호（鎬） ○록（錄） | 윤○（潤） 승○（承） 원○（源） | ○상（相） ○병（柄） | 병○（炳） 경○（炅） |
| ○世孫  | 38                  | 39                  | 40                  | 41                  | 42                  | 43                                  | 44                                  | 45                            | 46                  | 47                  | 48                            | 49                  | 50                  |
| 行列字 | ○균（均） ○준（埈） | 용○（鏞） 은○（銀） | ○수（洙） ○택（澤） | 영○（榮） 재○（栽） | ○섭（燮） ○현（炫） | 재○（在） 기○（基）                 | ○수（銖） ○석（錫）                 | 태○（泰） 영○（永）           | ○권（權） ○동（桐） | 형○（炯） 휘○（輝） | ○곤（坤） ○배（培）           | 정○（鉦） 명○（銘） | ○호（浩） ○홍（洪） |

## 人物
- 鞠襦：9世孫。号は伏崖。兵部尚書鞠樑の息子である。 高麗、恭愍王時崔瑩将軍の耽羅征伐を助け、谷州地域の反乱を平定するなどの功で戸部尚書となったが、高麗が滅亡すると杜門洞に下った。鞠珷・鞠珹・鞠瑝の三人の息子がいた。太祖李成桂が忠節を褒め称え子孫を潭陽管理に任命にした[3]。
- 鞠経礼（1428年〜?）：鞠瑝の子。 1451年の増広試文科に合格して世祖の時長水県監を経て司諫院司諫に上がった。文宗が親臨した席で司書特講をするなど学問に優れた。世祖時代に、司諫として王の行いを諫め引退した。その後潭陽に 下り、学問に専念した。世祖は大司諫の官職をもって慰留したが拒絶して、後進の育成で余生を送った。息子居敬・和敬・承敬・長敬・邦敬・致敬の6兄弟の時代に鞠氏は大きく繁栄した。
- 鞠瑊（1604年〜?）：訓錬院奉事鞠景祥の息子。1637年に武科に合格して前部将を務めた。
- 鞠旻（1611年〜?）：字は悠遠。1663年式年文科に合格して1664年に司憲府監察、成歓察訪、1669年に成均館典籍、1670年積城県監を務めた。
- 鞠恒珪（1813年〜?）：字は而仲、号は東渓。1839年に金城山守城別将在職中には私費で城を改修し、兵士の訓練にも力を注いだ。また、城下の貧民を救恤した。1854年には府使黄鍾林と一緒に潭陽には官防堤林を再築造しながら私財をはたいて槐木数千本を植えた。この官防堤林は天然記念物第366号に指定されている。
- 鞠東完（1867年〜1909年）：字は賛書。全羅南道長城郡で生まれた。1907年の第三次日韓協約締結後、抗日義兵として活躍した。1909年9月6日に逮捕され、高敞憲兵隊に収監された。最終的には全南の霊光憲兵隊に移送され、9月10日に死刑となった。1991年の愛国章を追贈された。
- 鞠採表：気象学者。第2代気象庁長官。
- 鞠良文（1914年〜1998年）：重要無形文化財第31号烙竹匠技能保有者
- 鞠快男：第4代国会議員
- 鞠鍾南：第14代国会議員
- 鞠瑲根：第15代国会議員
- 鞠慶福：第5代国会予算政策処長
- 鞠敏秀：第56代法務部次官
- 鞠蕙汀：KBSアナウンサー

## 本貫・集姓村
潭陽は、全羅南道潭陽郡を指す。集姓村も同郡にある。

## 科挙及第者
朝鮮時代の文科及第者2人、武科1人、生員・進士8人を輩出した。
文科
鞠経礼　鞠旻
武科
鞠瑊
生員試
鞠旻　鞠聖男　鞠竜鎮　鞠沈　鞠台煥 　鞠亨孫
進士試
鞠涵　鞠興烈

## 人口
- 1985年3,586世帯14,872人
- 2000年4,892世帯15,774人
- 2015年19,089人[1]